# The Shape of Jazz to Come
The Shape of Jazz to Come ist das zweite Studioalbum des Jazz-Saxophonisten Ornette Coleman, das den  Übergang zum Free Jazz und Avantgarde Jazz dokumentiert. Am 22. Mai 1959 aufgenommen, bestand die Besonderheit dieses Albums im Verzicht auf konventionelle „Chord Changes“ (Harmoniewechsel). Teilweise löst sich die Musik hier erstmals vom traditionellen Jazz-Formschema.

## Das Album
The Shape of Jazz to Come ist Ornette Colemans erste Produktion auf Atlantic Records, einem Label, mit dem Coleman durch Vermittlung des Pianisten John Lewis in Kontakt kam. Nesuhi Ertegün kam mit Lester Koenig, dem Chef des kalifornischen Contemporary Records überein, dass Coleman das Label wechseln sollte, weil seine Karriere von Kalifornien aus nur unzureichend unterstützt werden konnte. Gleichzeitig ist es die erste Aufnahme, auf der neben Don Cherry auch die Rhythmusgruppe seines klassischen Quartetts mit Charlie Haden und Billy Higgins beteiligt ist.
Alle sechs Titel des Albums sind Eigenkompositionen von Coleman. Den Titeln ist gemeinsam, dass sie zwar noch am traditionellen Ablauf von Jazzstücken (Thema/Improvisationen/Thema) orientiert sind, sich aber von den damals gebräuchlichen harmonischen Strukturen lösen, was durch die kommunikative Musikalität Haden's und Higgin's, den unkonventionellen Linien von Coleman und Cherry zu folgen, ermöglicht wurde. Die Solisten sind dadurch nicht an harmonische Vorgaben gebunden und genießen wesentlich größere Freiheiten im Umgang mit dem eigenen Tonmaterial. Dieses Konzept war ein entscheidender Schritt in der Entwicklung des Free Jazz, auch wenn der Begriff erst später in Anlehnung an ein weiteres Album von Coleman geprägt wurde.
Lonely Woman ignoriert die Regeln des Bebop. Higgins gibt einen schnellen Rhythmus vor, doch die beiden Bläser legen das eigenwillige Thema in einem langsamen Rubato darüber und loten es aus; Haden spielt auf dem Bass eher Akzente als dass er eine metrische Orientierung verfolgt. Die Melodie wird in den Soli kaum noch aufgenommen und die Grundstimmung des Stückes schwankt zwischen verschiedenen Emotionen: Sorge, Sympathie und Resignation. Das Stück genießt mittlerweile den Rang eines Standards und ist vermutlich die Komposition von Coleman, die am häufigsten von anderen Jazzmusikern gespielt wird.
Peace ist gleichfalls ein langsames Stück und enthält ein Duett von Cherry und Haden, wobei das Kornett beinahe hinter den unregelmäßigen Tönen des Kontrabasses verschwindet.
Eventuality baut teilweise auf einem dreitönigen Lick von Coleman auf, der zunächst zehnmal wiederholt und in seinem Solo immer wieder aufgegriffen wird.
Focus on Sanity mit seinen drei Fanfaren-Themen und mehreren Tempowechseln ist für Coleman-Biograph Litwiler das bemerkenswerteste Stück der Platte; dort wird ein ruhiges Solo von Haden abrupt durch ein schrilles Solo von Coleman abgelöst, das teilweise in double-time gespielt wird, bevor das Solo von Cherry wieder in einer ruhigeres Fahrwasser führt, aber auch dort weiterhin Schrecken eindringt. Coleman wollte ursprünglich, dass dies das Titelstück des Albums werden sollte.
Congeniality und Chronology sind durchgängig in hohem Tempo gespielt. Congeniality bewegt sich dabei zwischen Unrast, Aufgekratztsein, Glück und Trauer; das Stück erlaubt den Solisten, diese Gefühle nachzuspüren, was Coleman in besonders humorvoller Weise gelingt.
Das Foto auf dem Cover, ein Porträt von Coleman, wurde von Lee Friedlander aufgenommen.

## Rezeption
Das Album und Colemans Konzept lösten bei seiner Erscheinung heftige Kontroversen aus. Anders als das 1958 für das kalifornische Contemporary-Label aufgenommene Album Something Else!, das nur eingeschränkt vertrieben wurde und wenig wirksam war, wurde es deutlich wahrgenommen. Das Jazzpublikum tat sich zunächst schwer, in der freien Improvisation Strukturen zu erkennen, was zu Vorwürfen der Beliebigkeit und mangelnder Fähigkeiten führte. Auch Jazzgrößen wie Miles Davis verweigerten Colemans Musik zum damaligen Zeitpunkt die künstlerische Anerkennung. Down Beat titelte Ende 1959 entsprechend „The Controversial Mr. Coleman“ Dennoch wurde dem Album große Aufmerksamkeit zuteil, und die positiven Stimmen von Colemans Anhängern setzten sich mit der Zeit durch. Obwohl die Kontroverse über Tradition und Avantgarde im Jazz bis heute andauert, wird The Shape of Jazz to Come heute überwiegend als Klassiker der Jazzgeschichte wahrgenommen. Allmusic hat dem Album fünf Sterne zugesprochen.
Die britische Fachzeitschrift Jazzwise führt The Shape of Jazz to Come auf Platz 3 der 100 Jazz Albums That Shook the World.
Das amerikanische Musikmagazin Rolling Stone  wählte das Album 2013 in seiner Liste Die 100 besten Jazz-Alben auf Platz 9. Darüber hinaus belegt es Platz 248 der 500 besten Alben aller Zeiten.
2012 wurde das Album in die National Recording Registry und 2015 in die Grammy Hall of Fame aufgenommen.

## Trivia
In Anlehnung an den Titel des Albums veröffentlichte die schwedische Hardcore-Punk-Band Refused 1998 das Album The Shape of Punk to Come.

## Tracklist
Alle Kompositionen stammen von Ornette Coleman.
Seite 1:
1. Lonely Woman – 5:02
2. Eventually – 4:22
3. Peace – 9:04
Seite 2:
4. Focus on Sanity – 6:52
5. Congeniality – 6:48
6. Chronology – 6:03
Bonustracks (CD):
7. Monk and the Nun (1) – 5:55
8.  Just for You (2) – 3:55